# Pedicularis nodosa
Pedicularis nodosa är en snyltrotsväxtart som beskrevs av Francis Whittier Pennell. Pedicularis nodosa ingår i släktet spiror, och familjen snyltrotsväxter. Inga underarter finns listade i Catalogue of Life.